# Nate Thurmond
Nathaniel Thurmond (* 25. Juli 1941 in Akron, Ohio; † 16. Juli 2016 in San Francisco, Kalifornien), genannt Nate the Great, war ein US-amerikanischer Basketballspieler. Zwischen 1963 und 1977 spielte er in der NBA für die Mannschaften der San Francisco Warriors / Golden State Warriors, Chicago Bulls und Cleveland Cavaliers. 
Thurmond war der erste Spieler, der in einem Spiel ein Quadruple-double erzielen konnte, als er am 8. Oktober 1974 gegen die Atlanta Hawks 22 Punkte, 14 Rebounds, 13 Assists und 12 Blocks erzielte.
1985 wurde Thurmond in die Naismith Memorial Basketball Hall of Fame aufgenommen. Er wird zusätzlich in der Liste der 50 besten Basketballer aller Zeiten geführt und gehört seit 2021 dem NBA 75th Anniversary Team an.